# Fanninia caloglossa
Fanninia caloglossa är en oleanderväxtart som beskrevs av William Henry Harvey. Fanninia caloglossa ingår i släktet Fanninia och familjen oleanderväxter. Inga underarter finns listade i Catalogue of Life.